# Вечер (вестник)
„Вечер“ (на македонска литературна норма: Вечер) е всекидневно издаван вестник от Северна Македония, със седалище град Скопие. Основан е през 1963 година, той е вторият ежедневен вестник в Социалистическа република Македония след вестник „Нова Македония“. От 2006 година е собственост на Бобан Андрески с главен редактор Драган Павлович-Латас.